# Ivorá
Ivorá, nota anche come Nuova Udine (Nova Udine in portoghese), è un comune del Brasile nello Stato del Rio Grande do Sul, parte della mesoregione Centro Ocidental Rio-Grandense e della microregione di Restinga Seca.